# 伊夫維爾

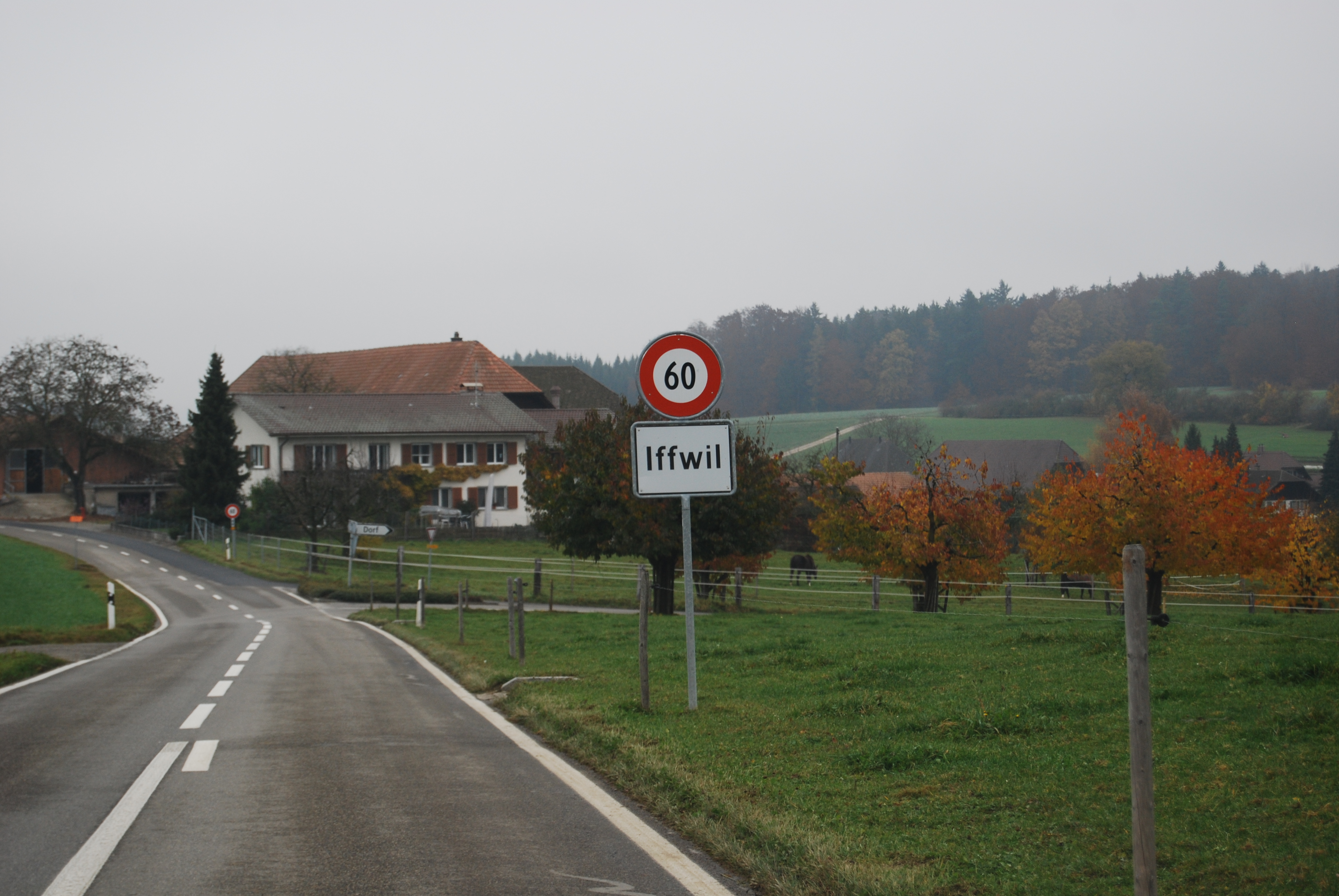

伊夫維爾是瑞士的城鎮，位於該國中西部，由伯恩州負責管轄，面積8.92平方公里，海拔高度580米，2011年人口4,737，七成半人口信奉基督教，人口密度每平方公里531人。